# Engyotingis
Engyotingis is een geslacht van wantsen uit de familie van de Tingidae (Netwantsen). Het geslacht werd voor het eerst wetenschappelijk beschreven door Drake & Ruhoff in 1961.

## Soorten
Het genus bevat de volgende soorten:

- Engyotingis cybele Drake & Ruhoff, 1961
- Engyotingis tonkinana (Drake & Maa, 1955)